# Володимир Бакарич
Владимир Бакарич (хорв. Vladimir Bakarić, 8 березня 1912, Велика Гориця, Хорватія — 16 січня 1983, Загреб, Хорватія) — югославський політичний діяч, Народний герой Югославії.

## Біографія
Учасник Другої світової війни. Воював у партизанських загонах Йосипа Тіто, один із найближчих його соратників. Після війни очолив уряд Народної Республіки Хорватії, що входила тоді до складу СФРЮ, і залишався на цій посаді до грудня 1953.
З 1948 по 1969 — секретар ЦК КПХ (з 1952 — голова СКХ СКЮ). З 1953 по 1963 — президент Народної Скупщини Хорватії (голова парламенту республіки). Потім також член Президії СКЮ, віце-президент СФРЮ.
У 1971—1972 роках разом з Тіто очолив кампанію проти «хорватських націоналістів». У 1974 р висунув ідею децентралізації влади в країні.
У 1950 році Бакаричу було присвоєно звання почесного громадянина Загреба.